# Église de la Nativité-de-la-Sainte-Vierge de Fourdrain
L'église de la Nativité-de-la-Sainte-Vierge est une église située à Fourdrain, en France.

## Localisation
L'église est située sur la commune de Fourdrain, dans le département de l'Aisne.

## Historique

### Galerie: Extérieur de l'église

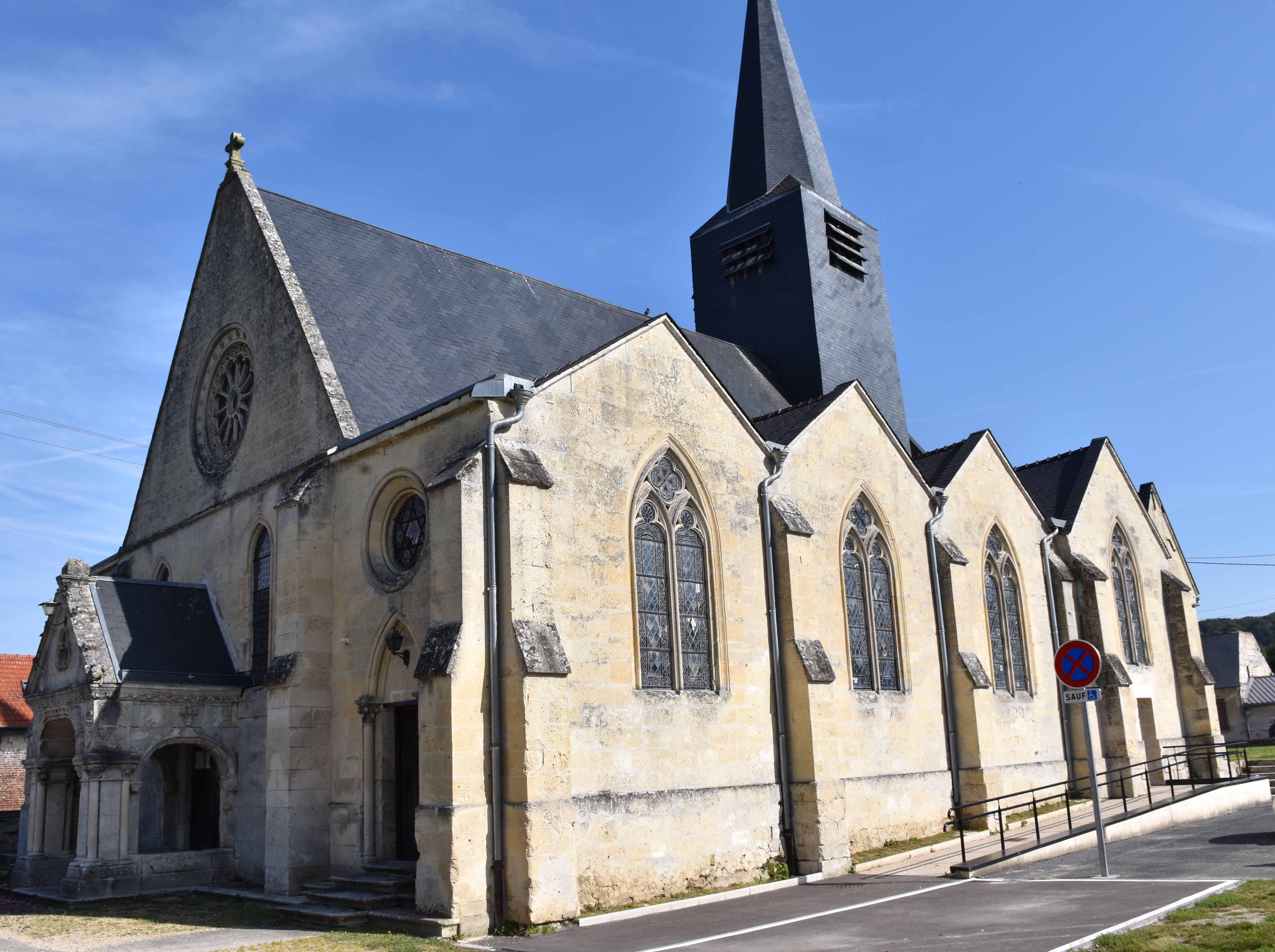
Vue de la partie sud.
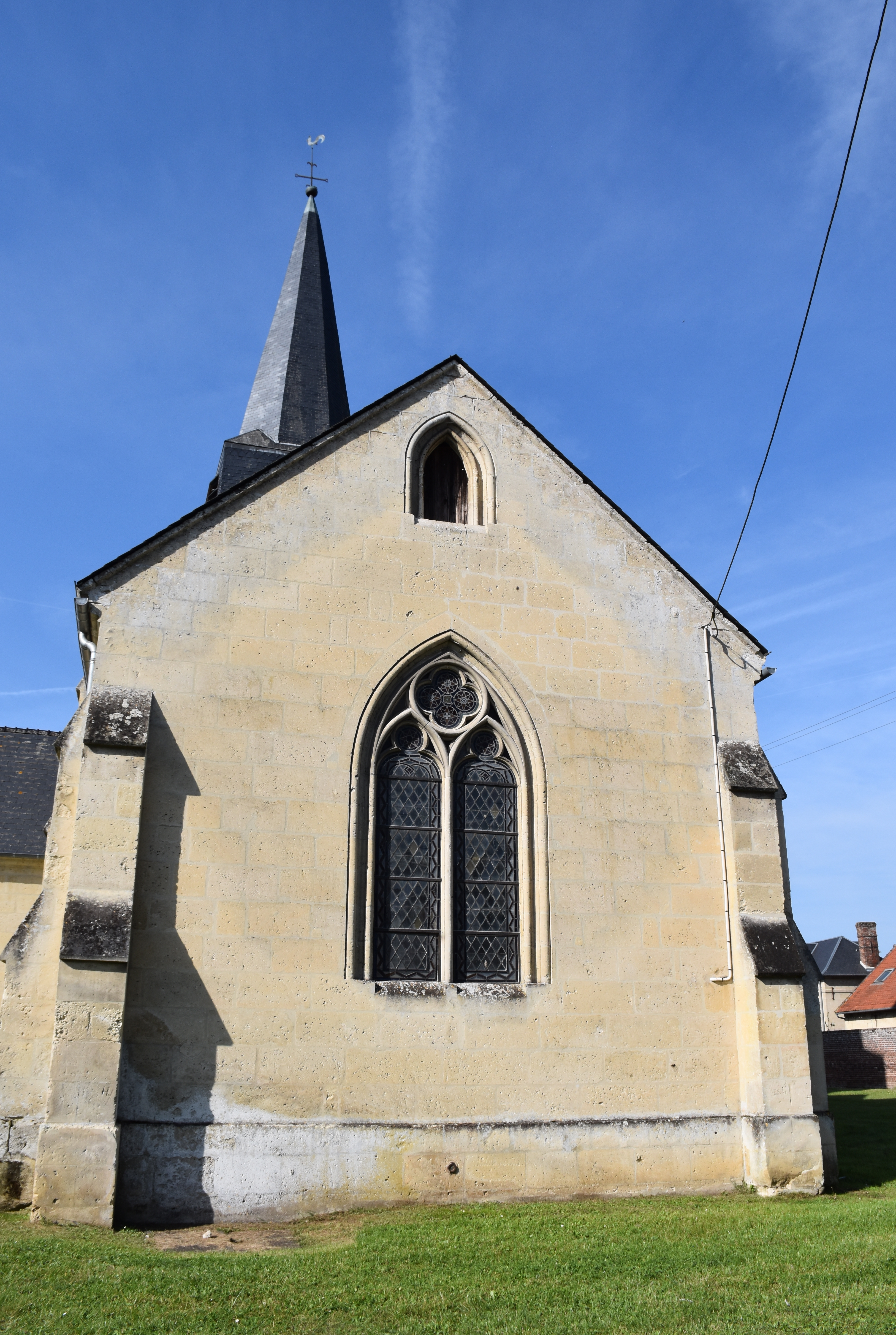
Le chevet plat.
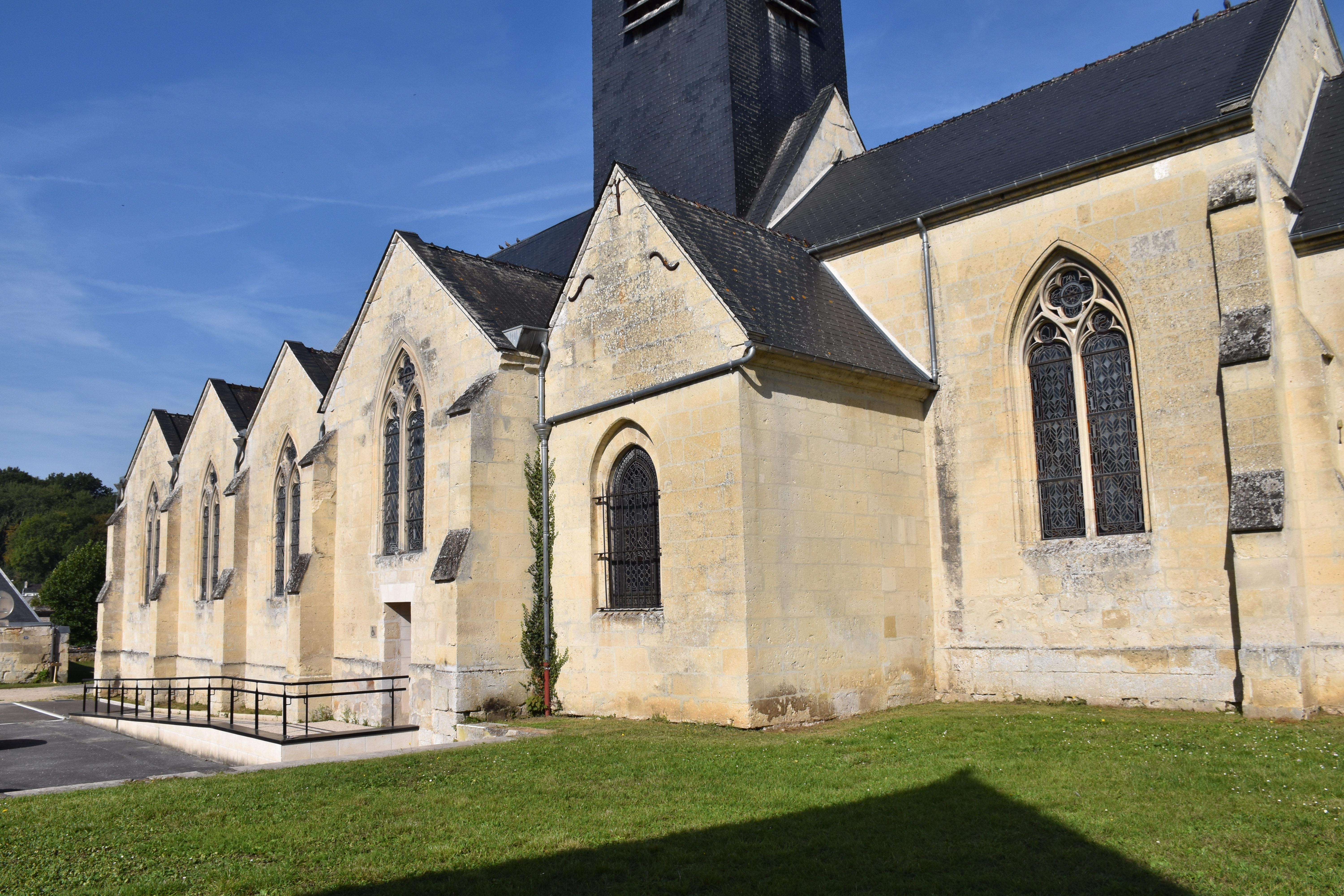
.
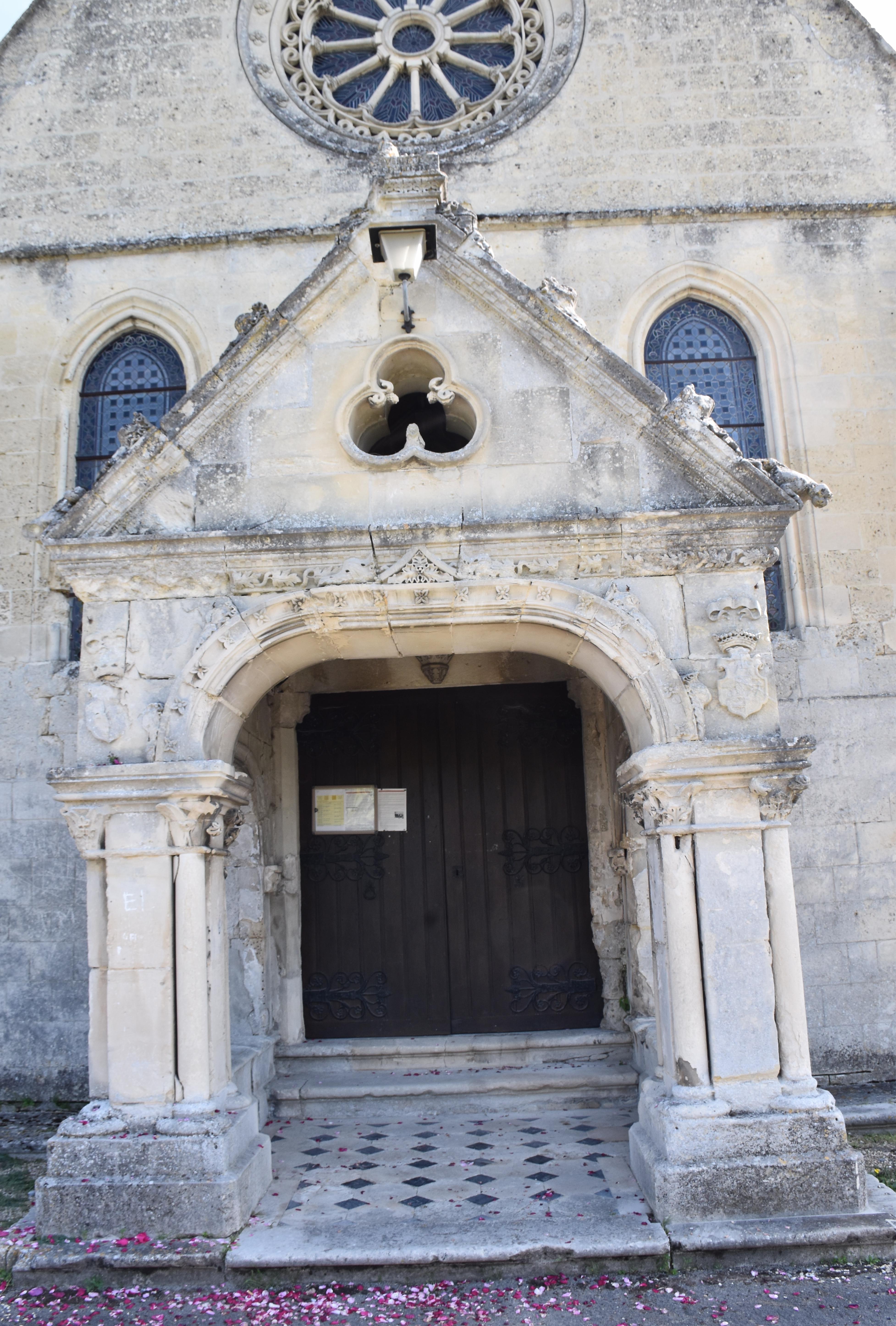
Le portail principal.
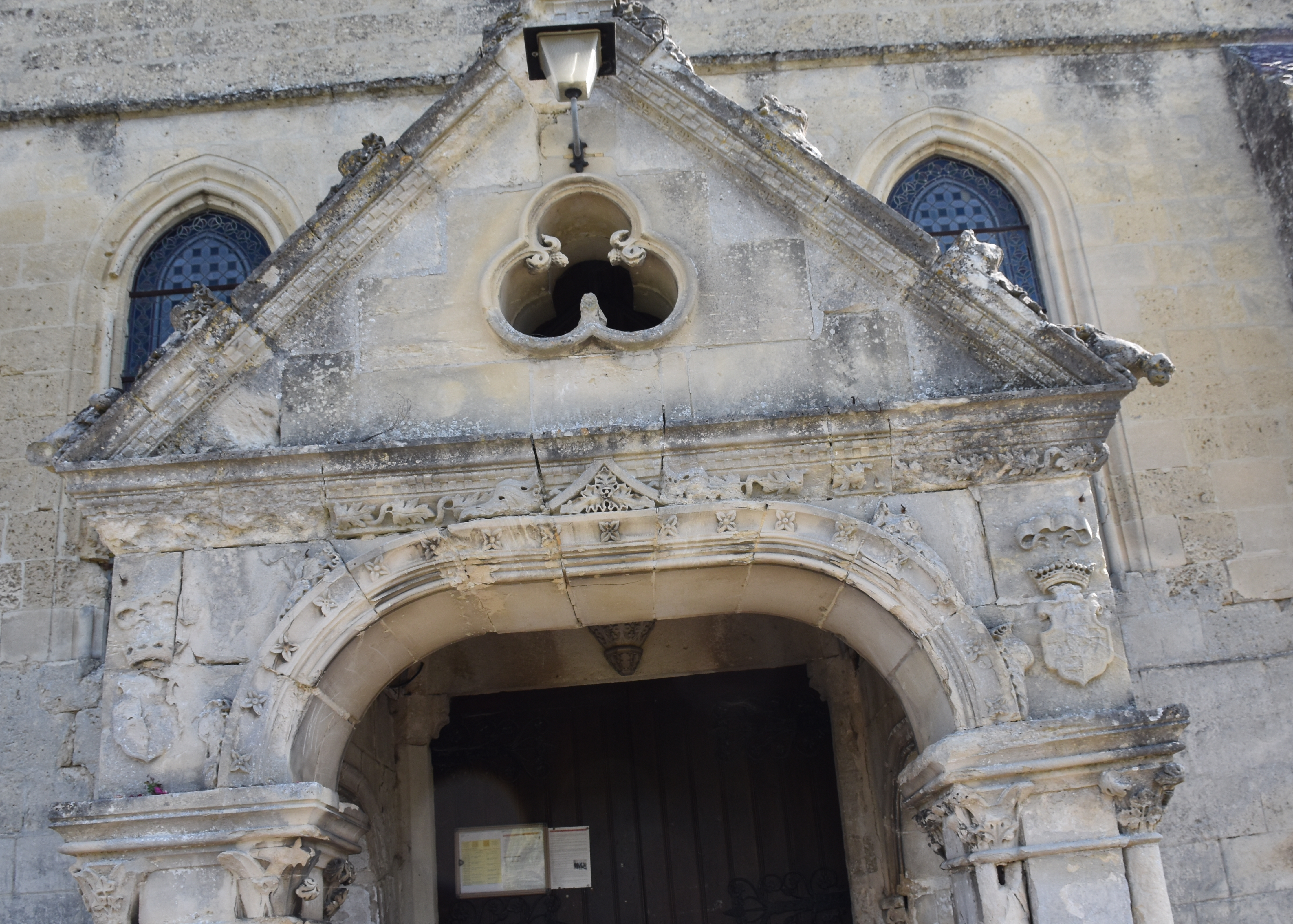
Le portail principal.

### Intérieur de l'église

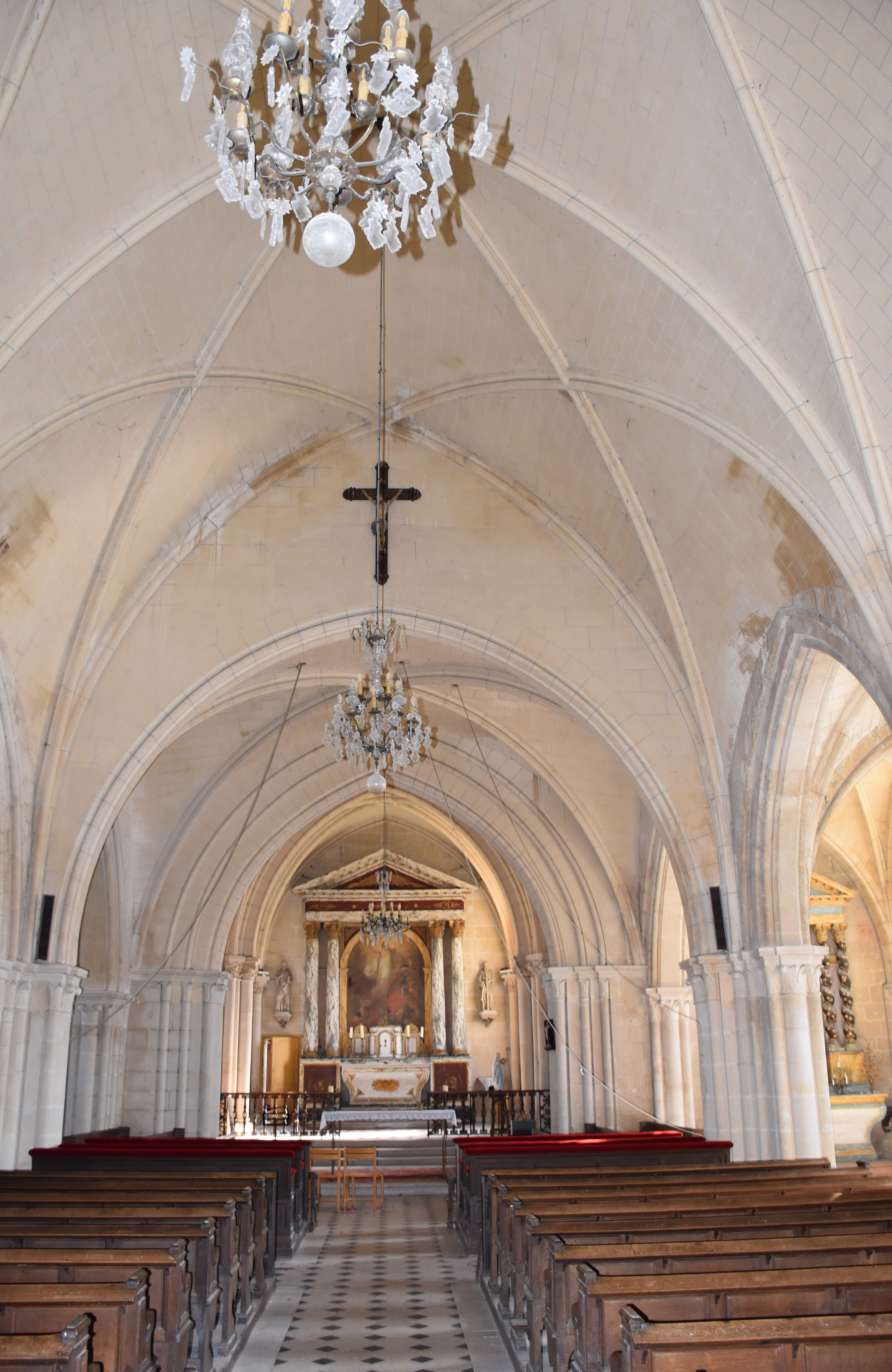
La nef.
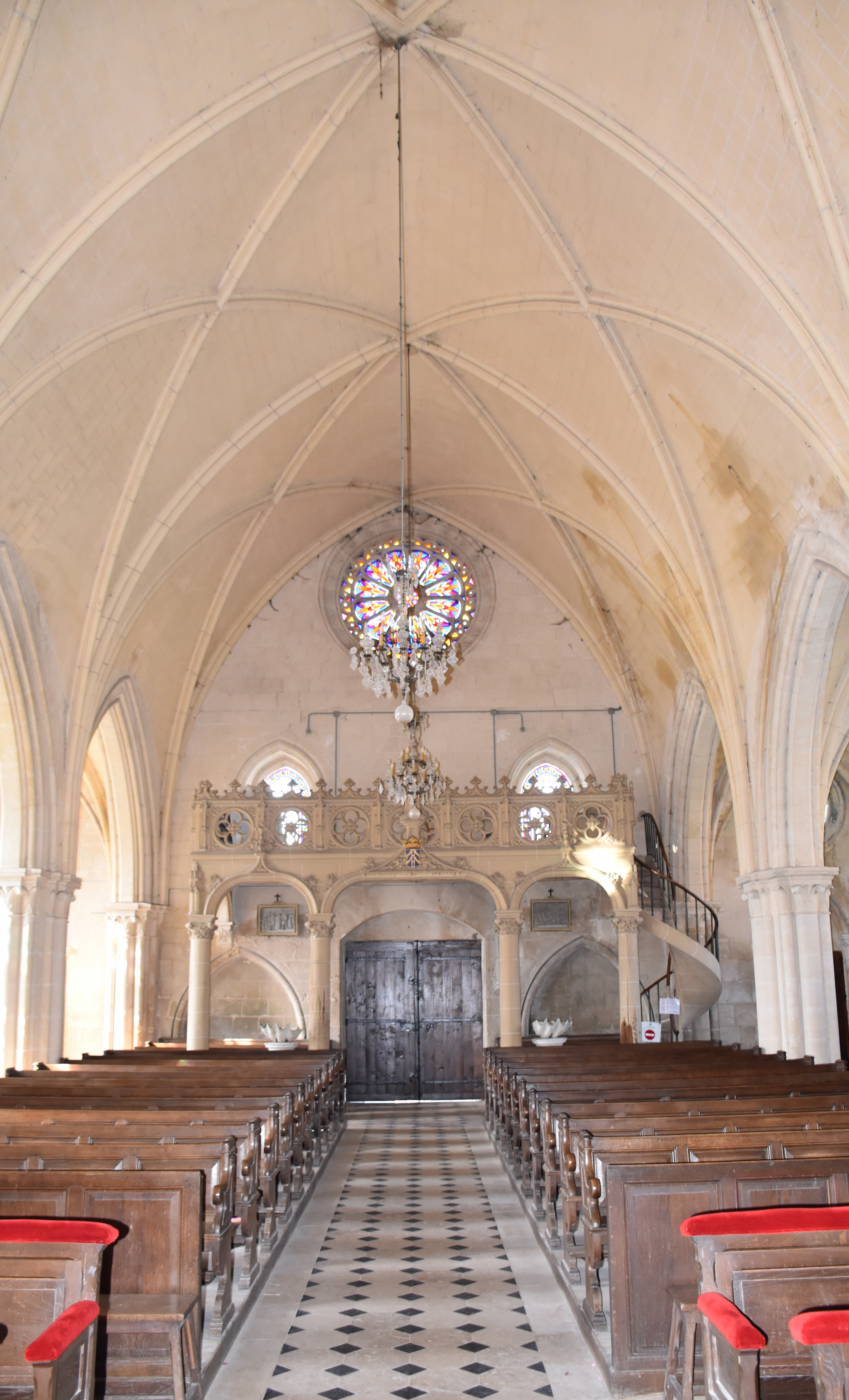
La nef côté porche.
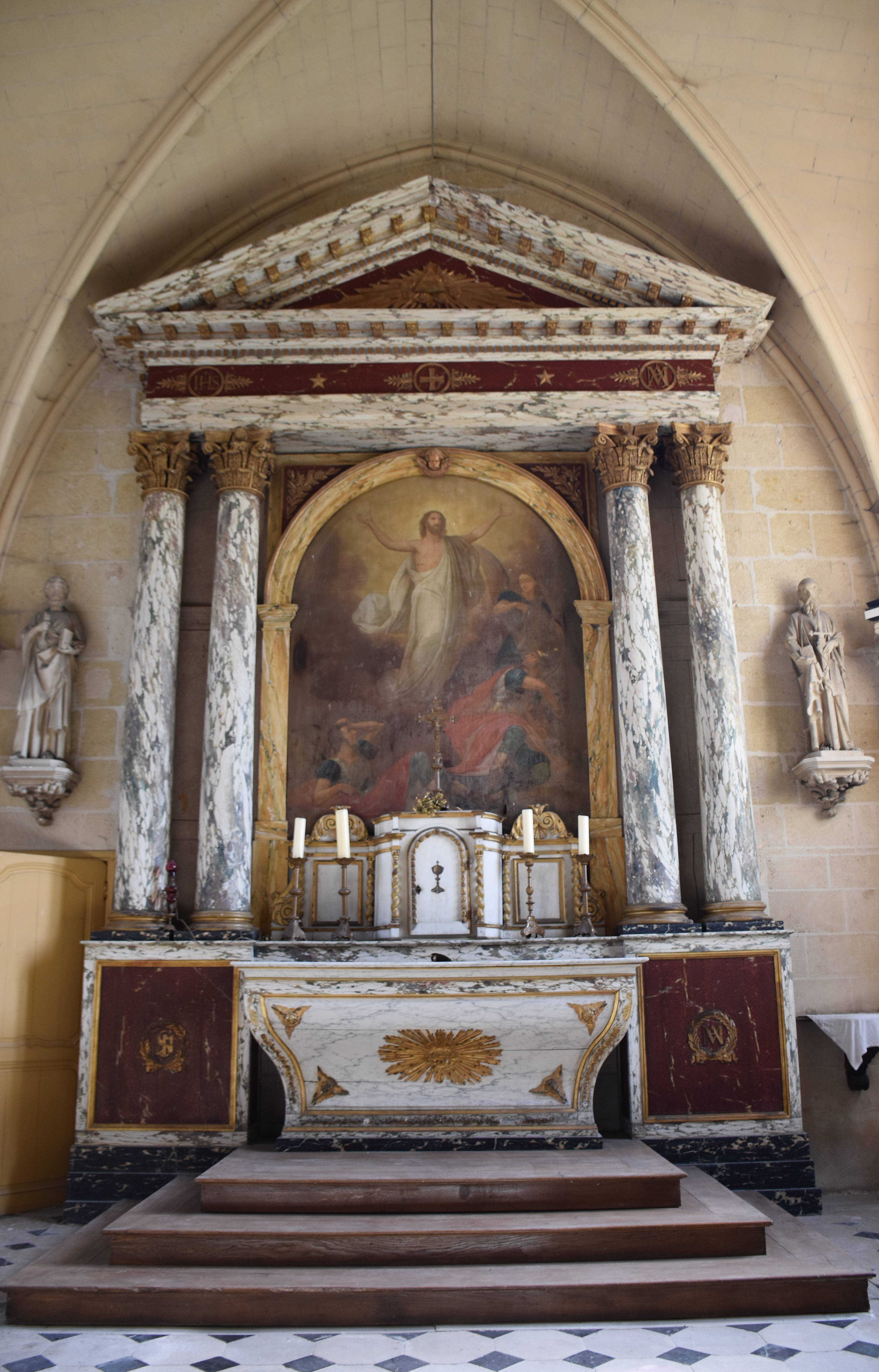
Le maître-autel.
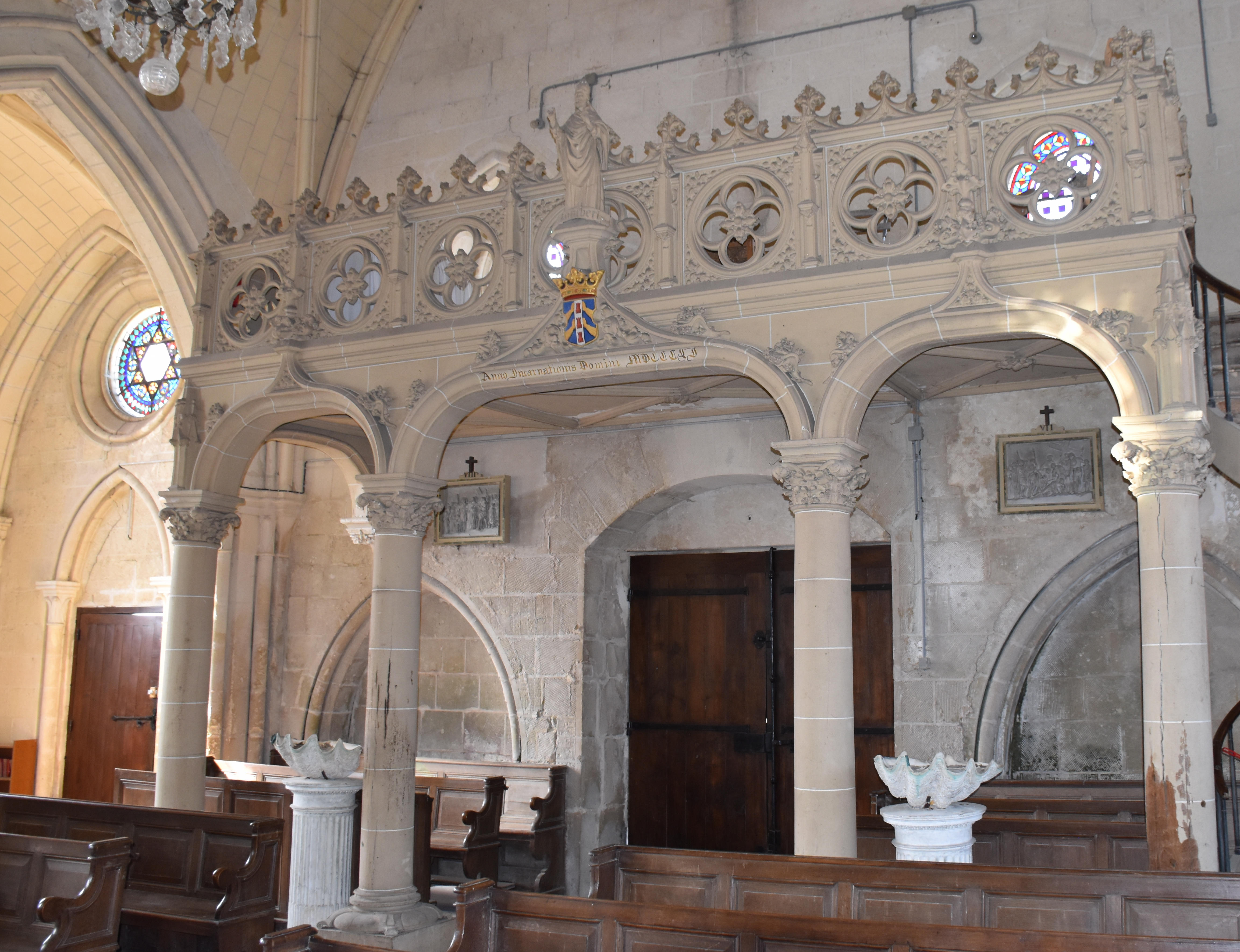
Le balcon intérieur en pierre sculptée.
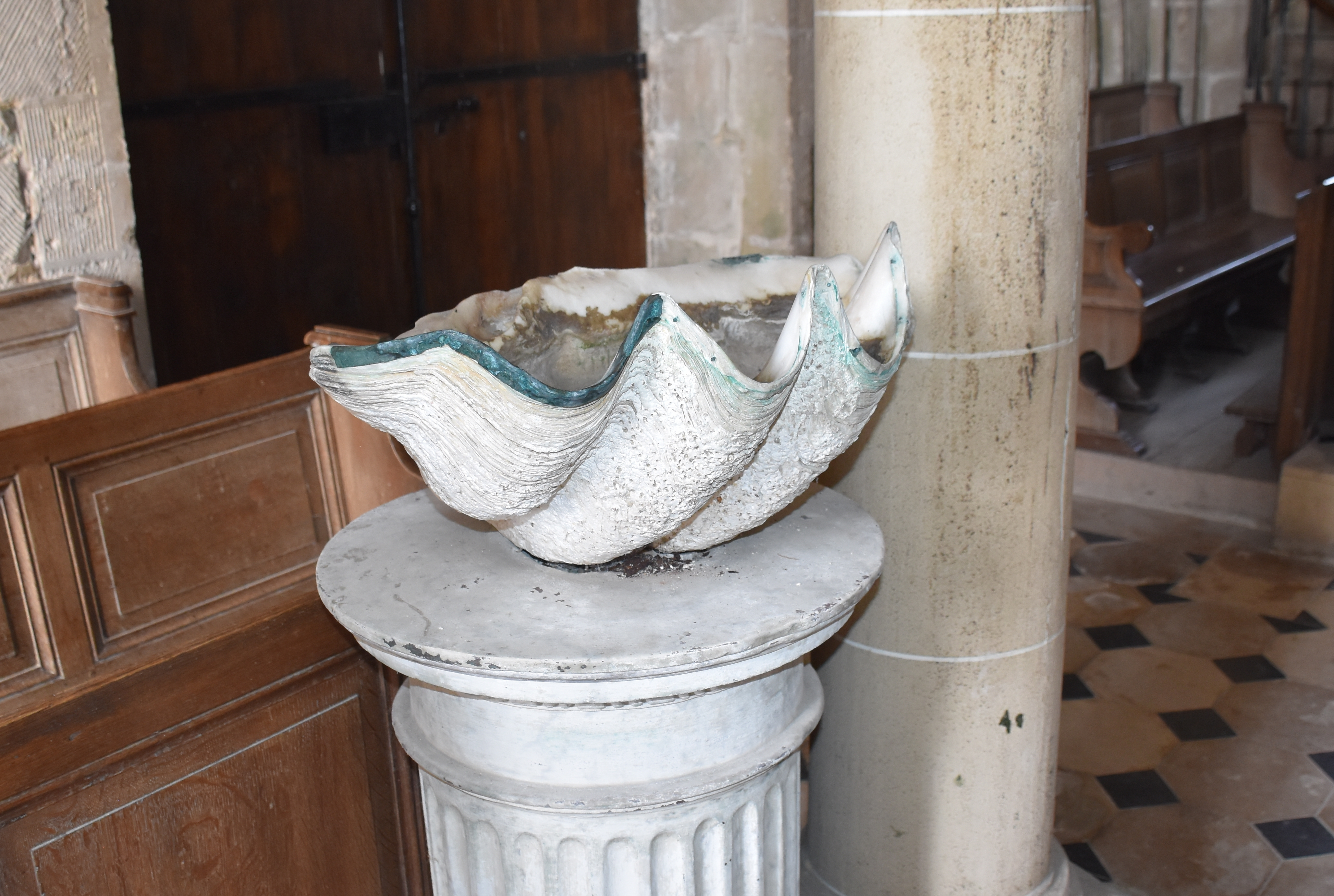
Le bénitier.